# A Very Secret Service
A Very Secret Service (Au service de la France) è una serie commedia drammatica francese creata da Jean-François Halin e prodotta da Gilles de Verdière.

## Trama
Nel 1960, il giovane André Merlaux accetta con entusiasmo un criptico invito a prendere posizione come ufficiale tirocinante presso i servizi segreti francesi (basati sul reale Service de Documentation Extérieure et de Contre-Espionnage). André sarà sorvegliato dal direttore delle operazioni Moïse e guidato con riluttanza dai colleghi con più esperienza Moulinier (responsabile degli affari africani), Jacquard (responsabile dell'Algeria) e Calot (responsabile del blocco orientale). La serie è ambientata al culmine della Guerra Fredda e la posizione francese di superpotenza è in crisi di fronte alle sfide di indipendenza dalle colonie dell'Africa occidentale francese, e soprattutto per la lotta per l'indipendenza dell'Algeria. Anche la società francese in patria sta cambiando, con una controcultura in ascesa esemplificata dalla crescita in popolarità del femminismo e della nascita del cinema nouvelle vague.

## Cast e personaggi

### Cast principale
- André Merlaux, interpretato da Hugo Becker
- Colonnello Maurice Mercaillon, interpretato da Wilfred Benaïche
- Georges Préjean "Moïse", interpretato da Christophe Kourotchkine
- Sophie Mercaillon, interpretata da Mathilde Warnier
- Jacky Jacquard, interpretato da Karim Barras
- Roger Moulinier, interpretato da Bruno Paviot
- Jean-René Calot, interpretato da Jean-Édouard Bodziak
- Marie-Jo Cotin, interpretata da Marie-Julie Baup

### Personaggi secondari
- Miss Clayborn, interpretata da Joséphine de La Baume
- Henri Lechiot / Hervé Gomez / Schmid, interpretato da Antoine Gouy
- Padre Jean, interpretato da Philippe Resimont
- Nathalie, interpretata da Julie Farenc
- Moktar, interpretato da Khalid Maadour
- Irène Mercaillon, interpretata da Stéphanie Fatout
- Marthe, interpretata da Axelle Simon
- Planton, l'impiegato della reception dell'ufficio, interpretato da Baptiste Sornin

## Produzione
Le riprese principali si sono svolte tra l'ottobre 2014 e il febbraio 2015 nell'Île-de-France e in Marocco.
La serie richiama lo stile e i toni di Agente speciale 117 al servizio della Repubblica - Missione Cairo, anche se è leggermente più seria. La serie utilizza eventi storici sia come sfondo della sua narrazione, sia in primo piano. Sono presenti eventi come la guerra d'indipendenza algerina e il primo test nucleare francese, Gerboise Bleue.
Il Presidente del reparto serie televisive di Arte, Olivier Wotling, ha confermato una seconda stagione a Le Figaro TV Magazine, il 3 luglio 2016.

## Distribuzione
È stata commissionata da Arte, che ha tenuto la première nel 2015, ed è stato successivamente distribuito in tutto il mondo da Netflix, a partire dal 1º luglio 2016. La seconda stagione è arrivata su Netflix nell'agosto 2018.